# Фрідріх IV (герцог Гольштейн-Готторпу)
Фрідріх IV (нім. Friedrich IV.; 18 жовтня 1671 — 19 липня 1702) — 7-й герцог Гольштейн-Готторпський в 1695—1702 роках. Учасник Великої Північної війни.

## Життєпис
Походив з династії Гольштейн-Готторпів. Старший син Кристіана Альбрехта, герцога Гольштейн-Готторпу, та Фредеріки Амалії Данської. Народився 1671 року в Готторпському замку. Під час дитинства Фрідріха герцогство у 1676 і 1679 роках двічі окупували данські війська й герцогській родині довелося залишити палац Готторфа та шукати притулку в Гамбурзі. Лише 1689 року після укладання Альтонської угоди родина повернулася до Гольштейну. У 1686 року Фрідріх здійснив ознайомчу подорож Європою.
1695 року після смерті батька успадкував герцогство. Взяв курс на розрив відносив з Данією. 1698 року в Карлберзі оженився на доньці шведського короля, чим зміцнив союз між державами. Невдовзі номінально оголошений очільником шведських військ в Північній Німеччині. 1699 року став відновлювати лінію укріплень на данському кордоні. Невдовзі отримав в підкріплення 1200 шведських вояків.
1700 року з початком Великої північної війни Фредерік IV, король Данії і Норвегії, вдерся до готторпських володінь у Шлезвігу, де взяв в облогу замок Тьоннінг. На допомогу Гольштейн-Готторпському прийшов шведський король Карл XII, який змісив данського монарха укласти Травендальський мир, за яким Гольштейн здобував суверенітет від Данії, а герцог Фрідріх IV отримував компенсацію збитків.
Згодом герцог опікувався зміцненням своїх замків у Ойтіні, Кілі та Тьоннінзі. 1702 року приєднався до шведської армії, що діяла в Речі Посполитій, але 1702 року загинув у битві біля Клішова. Йому спадкував малолітній син при регентстві удови Ядвіги Софії.

## Родина
Дружина — Ядвіга Софія, донька Карла XI, короля Швеції.
Діти:
- Карл Фрідріх (1700—1739), герцог Гольштейн-Готторпув 1702—1739 роках